# Kawkawa Lake
Kawkawa Lake är en sjö i Kanada.   Den ligger i provinsen British Columbia, i den södra delen av landet, 3 400 km väster om huvudstaden Ottawa. Kawkawa Lake ligger 60 meter över havet. Arean är 0,75 kvadratkilometer. Den sträcker sig 1,0 kilometer i nord-sydlig riktning, och 1,3 kilometer i öst-västlig riktning.
I omgivningarna runt Kawkawa Lake växer i huvudsak barrskog. Trakten runt Kawkawa Lake är nära nog obefolkad, med mindre än två invånare per kvadratkilometer.